# Antón Cortizas
Antón Cortizas Amado (Ferrol, 1954) es un maestro y escritor de literatura infantil en lengua gallega. También investiga sobre juegos tradicionales. Creador de juguetes tradicionales. Hace sombras chinescas. Papiroflexia, etc. Ha sido galardonado con el premio Merlín en 2001, y con el premio O barco de vapor en tres ocasiones (1988, 1991 y 1995).

## Obras
- O coleccionista de sombras, 1987, teatro
- Memorias dun río, premio O Barco de Vapor 1988
- Xiganano, ¿onde estás?, 1990
- O conto dos sete medos, premio O Barco de Vapor 1991
- O lapis de Rosalía, 1992, narración. El lápiz de Rosalía no escribe las frases retóricas que va dictando una maestra autoritaria, sino frases imaginativas y poéticas.
- O caso das chaves desaparecidas, 1993
- A bruxa sen curuxa, 1993
- O incríbel invento de Solfis, a pianista, 1994, teatro
- O merlo de ferro, 1995
- Os gritos das illas Lobeiras, premio O Barco de Vapor 1995
- Historias, e algún percance, todas ditas en romance, 1996, narración en verso
- O ladrón de ar, 1996, teatro (original de 1988)
- Leonel, 1996, novela juvenil
- Contos de vento e de nunca acabar, 1999
- A merla de trapo, premio Merlín 2001
- ¡Cázame ese pensamento!, 2001
- Chirlosmirlos (Enciclopedia dos xogos populares), 2001, ensayo
- Dominicus, o dragón, 2001, narración en verso. Dominico es un dragón que fastidia a su pueblo al ir prendiendo fuego a todo lo que encuentra a su paso; y el día que de repente se le terminan las llamas, la situación se invierte: hará de bombero e irá apagando todo lo que encuentra a su paso.
- Onde o sol non adormece, 2003
- Era unha vez na Quimbamba, 2006
- Os namores de Bruno, 2008
- Non trabes na lingua, 2019

'Traducciones'
- O monstro peludo - traduccióne- (Le Montre poilu, Henriette Bichonnier), 2004, Edelvives - Tambre, Zaragoza